# Estandeuil
Estandeuil ist eine französische Gemeinde mit 508 Einwohnern (Stand: 1. Januar 2022) im Département Puy-de-Dôme in der Region Auvergne-Rhône-Alpes (vor 2016 Auvergne). Estandeuil gehört zum Arrondissement Clermont-Ferrand und zum Kanton Billom (bis 2015 Saint-Dier-d’Auvergne).

## Lage
Estandeuil liegt etwa 30 Kilometer ostsüdöstlich von Clermont-Ferrand in der Limagne. Umgeben wird Estandeuil von den Nachbargemeinden Bongheat im Norden und Nordwesten, Trézioux im Norden und Nordosten, Saint-Dier-d’Auvergne im Osten, Saint-Jean-des-Ollières im Süden, Fayet-le-Château im Westen sowie Mauzun im Nordwesten.

## Bevölkerungsentwicklung
| Jahr                       | 1962 | 1968 | 1975 | 1982 | 1990 | 1999 | 2006 | 2013 |
| Einwohner                  | 197  | 177  | 146  | 147  | 208  | 275  | 328  | 415  |
| Quellen: Cassini und INSEE |      |      |      |      |      |      |      |      |

## Sehenswürdigkeiten
- Schloss La Rochette, ursprünglich aus dem 12. Jahrhundert